# Carney (Maryland)
Carney ist ein Gemeindefreies Gebiet und ein Census-designated place im Baltimore County im US-Bundesstaat Maryland. Nach der Volkszählung von 2020 gibt es 29.363 Einwohner auf einer Fläche von 18,1 km². Carney liegt nahe Baltimore und Towson und wird von der Interstate 695 und der Maryland State Route 147 tangiert.

## Bildung
Carney hat mehrere Schulen:
- Carney Elementary School
- Harford Hills Elementary School
- Pine Grove Middle School
- Loch Raven High School
- Parkville High School